# Region Hannover
A Region Hannover (hannoveri régió) egy speciális önkormányzati társulás Alsó-Szászország tartományban.
2001. november 1. óta létezik. Region Hannover Hildesheim, Peine, Gifhorn, Nienburg/Weser, Schaumburg, Hameln-Pyrmont, Heidekreis és Celle járásokkal határos. Lakosainak száma 1 149 594 fő (2017. június 30.).

## Városok és községek
- A városok: Barsinghausen, Burgdorf, Garbsen, Laatzen, Langenhagen, Lehrte, Neustadt am Rübenberge, Ronnenberg, Seelze, Sehnde, Springe és Wunstorf
- A községek: Uetze, Isernhagen, Wedemark és Wennigsen (Deister)

| 1. Barsinghausen 2. Burgdorf 3. Burgwedel 4. Garbsen 5. Gehrden 6. Hannover, Székhely 7. Hemmingen 8. Isernhagen 9. Laatzen 10. Langenhagen | 1. Lehrte 2. Neustadt am Rübenberge 3. Pattensen 4. Ronnenberg 5. Seelze 6. Sehnde 7. Springe 8. Uetze 9. Wedemark 10. Wennigsen (Deister) 11. Wunstorf | rechts |

## Népesség
A járás népessége az elmúlt években az alábbi módon változott:
| Lakosok száma | 1 148 700 | 1 149 594 | 1 157 624 |
|               | 2016      | 2017      | 2019      |